# Barsac, Gironde
Barsac là một xã ở tả ngạn sông Garonne thuộc tỉnh Gironde tây nam nước Pháp. Xã này nằm ở khu vực có độ cao trung bình 8 mét trên mực nước biển.

## Địa lý
Barsac có cự ly 37 km về phía thượng lưu sông Garonne so với Bordeaux. Tổng diện tích xã là 14,48 km².
Đây là một khu vực sản xuất rượu vang.